# Czesław Cywiński

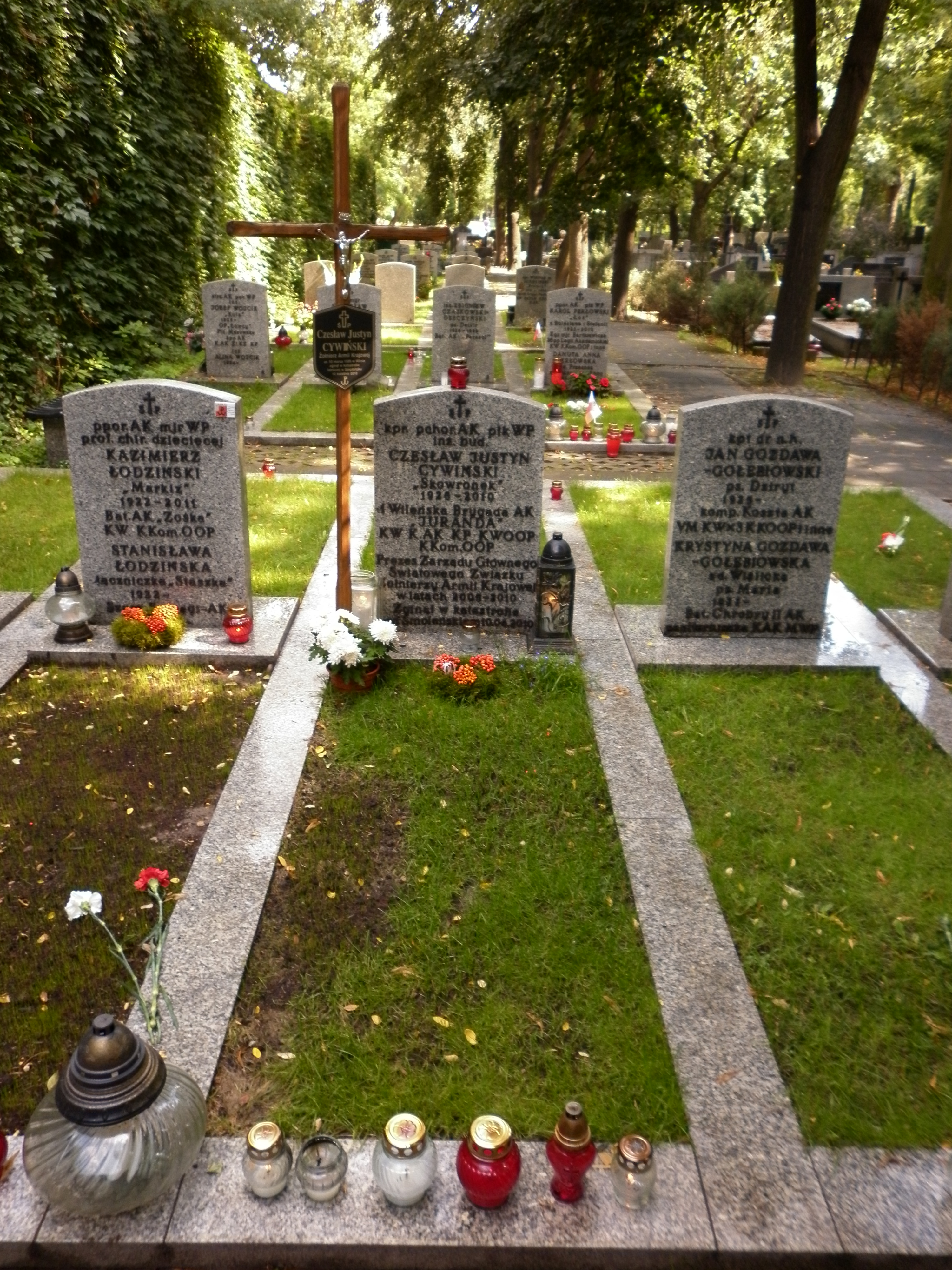
Grób Czesława Cywińskiego na cmentarzu Wojskowym na Powązkach w Warszawie

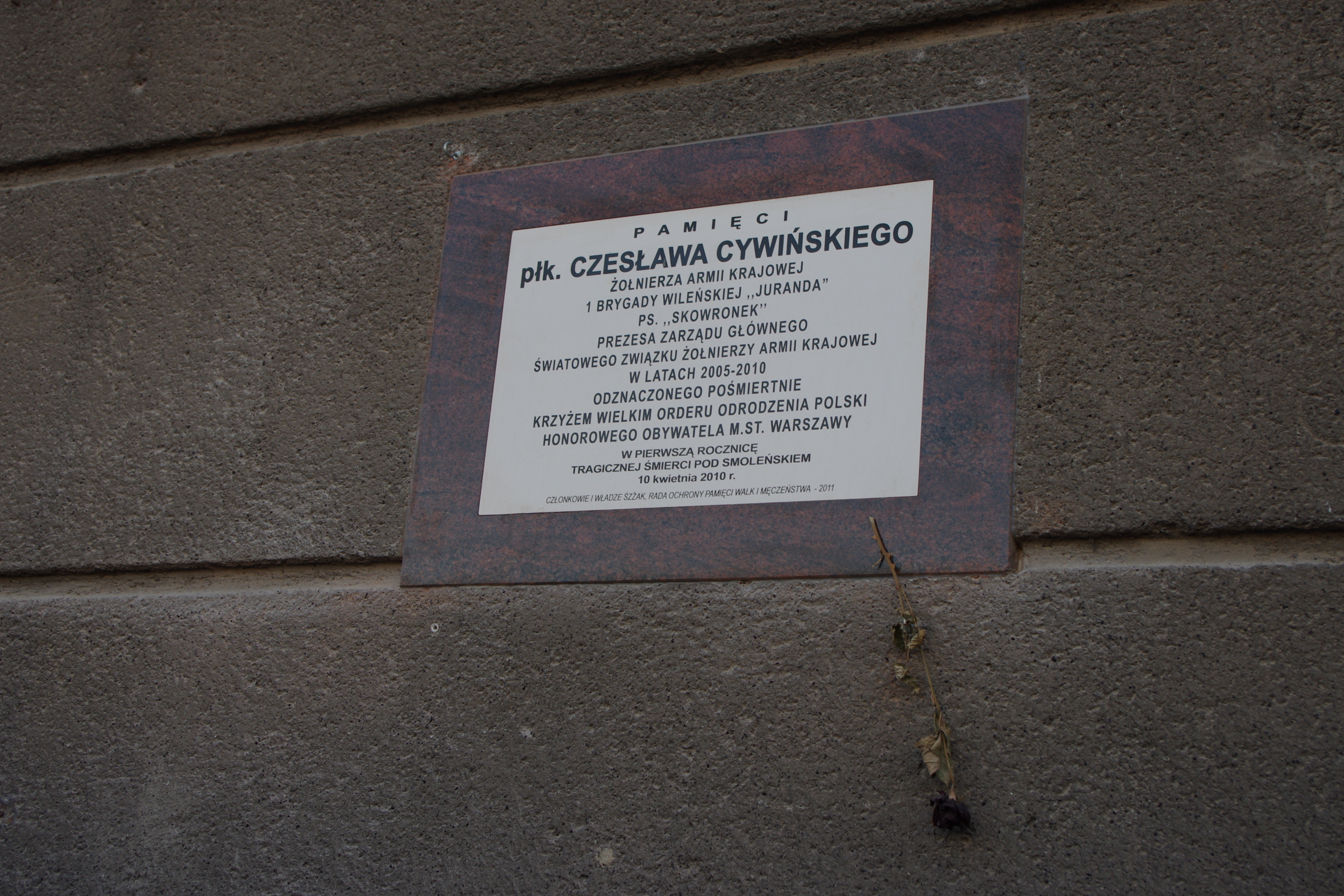
Tablica upamiętniająca Czesława Cywińskiego na budynku PAST-y przy ul. Zielnej 39 w Warszawie

Czesław Justyn Cywiński (ur. 10 marca 1926 w Wilnie, zm. 10 kwietnia 2010 w Smoleńsku) – kombatant, żołnierz AK, podpułkownik WP (pośmiertnie awansowany do stopnia pułkownika), inżynier, prezes Zarządu Głównego Światowego Związku Żołnierzy AK, współinicjator wielu akcji upamiętniających działalność AK w całym kraju.

## Życiorys
Działalność konspiracyjną rozpoczął jako uczeń gimnazjum wstępując do Związku Wolnych Polaków, gdzie pełnił funkcje wywiadowcze. Jesienią 1942 roku rozpoczął działalność Armii Krajowej w dzielnicy „B” Garnizonu w Wilnie biorąc udział w zdobywaniu i gromadzeniu broni oraz amunicji. Z początkiem 1944 został wcielony do 1. plutonu 1. Brygady Juranda AK w Wilnie, a następnie do plutonu szturmowego ppor. Romana Żebryka ps. „Korab”. W oddziale partyzanckim brał udział w wielu akcjach dywersyjnych.
Uczestniczył w operacji Ostra Brama. 18 lipca 1944 wraz z 1 Brygadą został okrążony i rozbrojony przez oddziały NKWD. Z obozu NKWD w Miednikach został wywieziony do Kaługi, bowiem odmówił wraz kolegami złożenia przysięgi i wstąpienia do Armii Czerwonej.
W 1946 powrócił z zesłania w ZSRR do Polski. Studiował na Politechnice Warszawskiej, w 1952 r. uzyskał na niej tytuł magistra inżyniera budownictwa. Pracował w biurach projektowych oraz na budowach krajowych i zagranicznych, w jednostkach badawczych oraz instytucjach centralnych. Wykładał na Politechnice Warszawskiej i w innych centrach edukacyjnych. Społecznie udzielał się w związkach sportowych. Był instruktorem – trenerem Polskiego Związku Narciarskiego. W wyborach samorządowych w 1998 bezskutecznie ubiegał się o mandat radnego gminy Warszawa-Centrum z listy Akcji Wyborczej Solidarność.
Był Honorowym Obywatelem miasta stołecznego Warszawy oraz członkiem Rady Muzeum II Wojny Światowej w Gdańsku.
Zginął w katastrofie lotniczej w Smoleńsku w drodze na obchody 70. rocznicy zbrodni katyńskiej.
Decyzją Ministra ON Nr 353/KADR z dnia 15 kwietnia 2010 został pośmiertnie awansowany do stopnia pułkownika.
Jego ciało zostało poddane kremacji. Został pochowany 27 kwietnia na cmentarzu Wojskowym na Powązkach w Warszawie (kwatera 18D-P01-3).

## Odznaczenia i wyróżnienia
- Krzyż Wielki Orderu Odrodzenia Polski (postanowieniem z 16 kwietnia 2010 marszałka Sejmu Bronisława Komorowskiego wykonującego obowiązki prezydenta RP – na wniosek Kapituły Orderu Odrodzenia Polski „za wybitne zasługi w służbie państwu i społeczeństwu”)[8][9]
- Krzyż Komandorski z Gwiazdą Orderu Odrodzenia Polski (2009)[10][11]
- Krzyż Komandorski Orderu Odrodzenia Polski (2006)[12]
- Krzyż Kawalerski Orderu Odrodzenia Polski (2004)[13]
- Krzyż Walecznych
- Srebrny Krzyż Zasługi (1972)
- Krzyż Partyzancki (1994)
- Złoty Medal „Za Zasługi dla Obronności Kraju” (2006)
- Medal „Pro Memoria”[14]
- Odznaka Honorowa imienia gen. Stefana Roweckiego „Grota” (2011, pośmiertnie – odznakę odebrała córka Anna Cywińska-Kowalewska 6 maja 2011).
- Złota odznaka honorowa „Zasłużony dla Budownictwa i Przemysłu Materiałów Budowlanych”
- Nagroda Pierwszego Stopnia Ministra Budownictwa za wybitne osiągnięcia w projektowaniu (czterokrotnie)